# Dirk Van de Put
Dirk van de Put né en 1959 à Malines en Belgique   est un homme d'affaires belge et le président-directeur général (PDG) de Mondelez International depuis novembre 2017,. Il est également devenu président en avril 2018.

## Biographie
Van de Put est originaire de Malines, en Belgique, et est titulaire d'un diplôme de médecine vétérinaire de l'Université de Gand et d'un master en commerce de l'Université d'Anvers. Il parle six langues.

## Carrière
Van de Put a travaillé pour Coca-Cola et Mars Inc, société au sein de laquelle il gravit les échelons. Il travaille ensuite pendant 10 ans pour le Groupe Danone, supervisant ses activités aux États-Unis, au Canada, au Mexique et dans d'autres pays d'Amérique latine. Puis il devient président de la division mondiale des médicaments vendus sans ordonnance de la firme pharmaceutique Novartis. Sous son mandat, Novartis croît en Amérique du Nord de 20% par an en moyenne. En 2010, il devient PDG du fabricant canadien de produits surgelés McCain Foods, qui est le premier fournisseur de frites pour McDonald's en dehors des États-unis,. Il siège au conseil d'administration du fabricant de jouets Mattel. 
En novembre 2017, il succède à Irene Rosenfeld en tant que PDG de Mondelez International, une multinationale de l'agroalimentaire (environ 25 milliards d'euros de chiffre d'affaires) spécialisée dans la confiserie (biscuits, chocolats, etc.),. À partir de 2018, il cumule la fonction de directeur général et de président. Il a été engagé par Mondelez ayant la réputation de stimuler la croissance des marques traditionnelles d'aliments emballés. Alors que la croissance de Mondelez a été de 1,5% en 2016 et 0,9% en 2017, Van de Put promet une croissance organique des revenus de 3% par an et s'y emploie en augmentant les dépenses publicitaires et en donnant plus de responsabilités aux responsables locaux du marketing. Au troisième trimestre 2019, la croissance atteint 4,2%, et le bénéfice d'exploitation pour 2019 est augmenté de 20%.
En mai 2023 l'Ukraine le place sur une liste noire en raison de sa décision de maintenir les activités de Mondelez en Russie,.

## Vie personnelle
Van de Put a les nationalités belge et américaine. Il est marié et père de deux fils.